# Juana de la Cruz (abadesa de Cubas de la Sagra)
Juana Vázquez Gutiérrez, conocida como santa Juana de la Cruz o simplemente como la santa Juana (1481-1534), es una beata que fue una monja terciaria franciscana natural de Azaña, en la provincia de Toledo y abadesa del monasterio de su comunidad en Cubas de la Sagra. Tomó los hábitos adoptando el nombre de sor Juana de la Cruz en el beaterio de Santa María de la Cruz de Cubas, al sur de la actual provincia de Madrid, donde hizo profesión de religiosa el 3 de mayo de 1497 y falleció en él con fama de santidad, tras haberlo convertido en monasterio, el mismo día del año 1534. 
Mística y visionaria, recibió el carisma de la predicación y el don de lenguas, llegando a alcanzar tal fama con sus sermones que acudieron a Cubas a oírla predicar el emperador Carlos V, el Gran Capitán y el cardenal Cisneros, que en 1510 la nombró párroco de Cubas. Cisneros, dice Marcel Bataillon, «la protege y se declara garante de sus éxtasis». Elegida abadesa en 1509, predicaba sus sermones en éxtasis y «como muerta», y los transcribía otra monja que le hacía de secretaria, sor María Evangelista, quien había aprendido milagrosamente a leer y escribir para copiar al dictado los setenta y dos sermones de la beata reunidos en el Libro del Conorte (por conforte o confortar), manuscrito redactado a partir de 1509 y conservado en la Real Biblioteca del Monasterio de San Lorenzo de El Escorial. A sor María Evangelista se atribuye también la primera biografía dedicada a la visionaria, que debió de ser escrita al menos en parte aún en vida o al poco de su muerte y con testimonios directos e incluso dictados por ella misma: Vida y fin de la bienaventurada virgen Sancta Juana de la Cruz, conservada igualmente manuscrita en El Escorial, de la que bebieron Antonio Daza y los demás hagiógrafos iniciales.
Desde el mismo momento de su muerte, se dice, el pueblo la proclamó santa –aunque pasados unos pocos años el recuerdo de algunos lugareños era, cuando menos, confuso, según se desprende de sus declaraciones en las investigaciones sobre los milagros allí obrados– pero al no haberse cumplido los cien años del «culto inmemorial», según las normas fijadas en el Concilio de Trento, hubo de abrirse proceso ordinario de canonización nunca concluido. En 1610 salió en Madrid la primera edición de la biografía de Antonio Daza, definidor de la provincia de la Concepción y cronista general de la Orden, Historia, vida y milagros, éxtasis y revelaciones de la bienaventurada Virgen santa Juana de la Cruz, de la Tercera orden de nuestro Seráfico Padre san Francisco, obra, según José Simón Díaz, prohibida por la Inquisición como las restantes ediciones anteriores a la enmendada de Madrid de 1614. Otras ediciones habían salido en Valladolid y Zaragoza en 1611, y posteriormente saldría otra en Lérida en 1617 y, traducida al alemán por Juan Ángel de Zumaran, en Múnich en 1619.
En paralelo, en 1613 y 1614 se estrenó la trilogía de Tirso de Molina, La santa Juana. El interés literario por su figura, del que también participaron Alonso Jerónimo de Salas Barbadillo y Francisco Bernardo de Quirós, además de Lope de Vega que le dedicó un soneto, se vio favorecido por algunos episodios novelescos de su biografía, como la huida de su casa y presentación en el beaterio aún adolescente y vestida con ropas masculinas por evitar el matrimonio que le tenía concertado su padre, momento en que Tirso la hace decir:

En Azaña me dio el ser
Dios: hazañas he de hacer.

También en 1614 su cuerpo, que en un examen en 1600 se había hallado incorrupto, fue colocado en una urna de plata, dando inicio al proceso diocesano para su canonización que dio paso al proceso apostólico abierto en Roma en 1621. Coincidiendo con este último paso salió en Madrid en 1622 una nueva biografía de sor Juana redactada por el también franciscano y definidor de Castilla Pedro Navarro, Favores de el Rey del Cielo hechos a su esposa la Santa Juana de la Cruz, Religiosa de la Orden Tercera de Penitencia de N. P. S. Francisco, con el que trataba de dar respuesta, justificar y aclarar «lo que parece nuevo o difícil de sus revelaciones», de lo que no se había ocupado suficientemente Daza. Con todo, en 1732 el proceso por la canonización quedó interrumpido. Entre tanto habían surgido dudas en cuanto a la veracidad de algunos de los prodigios que se le atribuían y sobre la doctrina expuesta en sus sermones, resumidas en los Reparos por el eminentísimo señor cardenal Bona, a los sermones del libro que llaman el Conorte, en la causa de la beatificación de la Venerable Madre Sierva de Dios sor Juana de la Cruz. Las mutilaciones y notas marginales en el manuscrito demuestran, según Zarco Cuevas, que su ortodoxia cayó en graves sospechas.

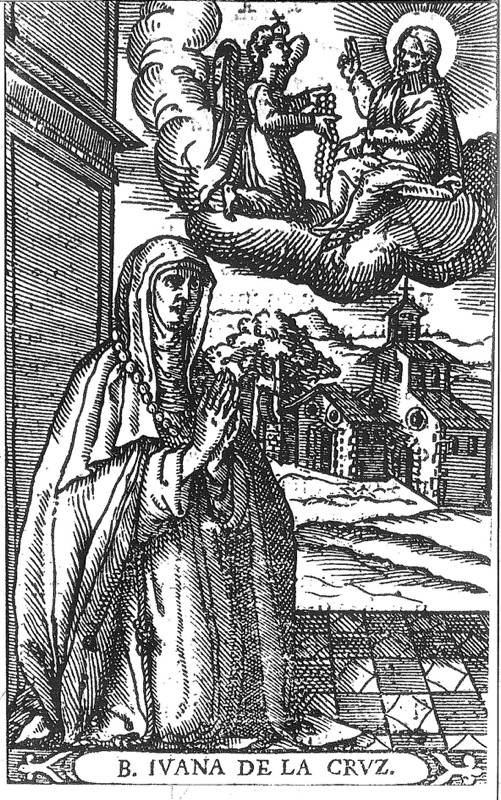
Ilustración de Antonio Daza, Historia, vida y milagros, éxtasis y revelaciones de [...] Sor Juana de la Cruz, Lérida, Luis Manescal, 1617.

Previendo complicaciones, Antonio Daza solicitó al Consejo de la Santa y General Inquisición en agosto de 1610 la censura de su obra, tras haber obtenido la aprobación del ordinario de Madrid y de los lectores de teología de San Francisco de Valladolid. El Consejo encargó de la censura al abad de Fitero, Ignacio de Ibero, calificador del Santo Oficio y uno de los encargados de la confección del nuevo Índice, que dio su parecer favorable, sin hallar en él «cosa ninguna que se pueda censurar». Fray Ignacio de Ibero decía haber confrontado el texto de Daza con los escritos de sor María Evangelista y las restantes informaciones hechas sobre el particular y hallado todo cierto y auténticas las revelaciones, si bien algunas «muy particulares, y muy raras, que aunque son verdaderas, y muy ciertas, es bien se lean con más atención». Entre ellas citaba algunas revelaciones sobre el Purgatorio, que según afirmaba la monja algunas almas pasan en hielos, ríos o piedras, opinión que sin embargo encontraba autorizada con Tomás de Aquino, o el suceso milagroso que mejor caracteriza a sor Juana: el de los rosarios y cuentas que su ángel de la guarda llevó al cielo y le devolvió bendecidos por Cristo con notables privilegios e indulgencias, «y aunque este milagro es muy superior a todos quantos en esta materia yo he leído, harase fácil de creer, considerando, que en las historias sagradas [...] se hallan otros muy semejantes». No se dudó de ello en la corte, que siempre amparó el proceso de canonización de sor Juana. El conde de Pötting, embajador alemán en Madrid y hombre devoto, cuenta en su diario con fecha de 22 de junio de 1666 que en palacio visitó en el cuarto de la camarera mayor a doña Leonor de Velasco y la Cueva, que le «regaló con un cuenta original de Sancta Juana de la Cruz, encajada en oro, y ensartada en una cadenilla, poniéndomela en el braço ysquierdo para traerla en su memoria, alaja muy estimada y rara».
Más dificultades encontraron tanto el padre Sosa, que firmó en nombre de la Inquisición la censura última del libro de Daza incluyendo el episodio de las cuentas del rosario entre los necesitados de enmienda, como el cardenal Bona y el jesuita padre Esparza, censores en la causa de la canonización propuestos por la Sagrada Congregación de Ritos, que objetaban, entre otras cosas, la supuesta santificación en el vientre de su madre –habría sido concebida como varón, pero en la gestación Dios cambió el sexo a petición de la Virgen María que quería destinarla a revitalizar el beaterio, habiéndole quedado como recuerdo de ese primer estado la nuez masculina en la garganta–, el «confesarse desnuda como nació», la familiaridad con el supuesto ángel custodio llamado Laurel, la «fantasía de escucharla los animales» y muchas revelaciones sobre el Purgatorio o sobre Adán y Eva, y otras como la de la primacía concedida en el cielo a los franciscanos, objeciones respondidas y cuestionadas en su autenticidad o literalidad por otros censores.
El papa Francisco aprobó su beatificación sin necesidad de milagro el 25 de noviembre de 2024.